# Caletor
Caletor is een geslacht van hooiwagens uit de familie Epedanidae.
De wetenschappelijke naam Epedanus is voor het eerst geldig gepubliceerd door Loman in 1892. 

## Soorten
Epedanus omvat de volgende 4 soorten:
- Caletor bicolor
- Caletor javanus
- Caletor sumbawanus
- Caletor unguidens